# Ramón Ortiz y Miera
Ramón Ortiz y Miera (comúnmente Padre Ramón Ortiz ) (28 de enero de 1814  - 11 de marzo de 1896) fue un sacerdote mexicano que ayudó a organizar la resistencia armada durante la intervención estadounidense en México de 1846 a 1848, y que se vio frustrado por las autoridades estadounidenses en sus esfuerzos por repatriar a los residentes hispanos de Nuevo México a la República de México después de la guerra.

## Carrera temprana
Ramón Ortiz y Miera nació en Santa Fe, Nuevo México (hoy New Mexico), el 28 de enero de 1814, el menor de once hijos de don Antonio Ortiz y doña Teresa Miera. La familia Ortiz de Santa Fe estaba bien conectada y descendía de los primeros colonos españoles en México. Su padre fue uno de los tres principales candidatos para ser el primer (y, como resultó, el último) representante de Nuevo México en las Cortes Generales de España. Cuando Ramón Ortiz fue bautizado sus padrinos fueron el entonces gobernador de Nuevo México, el teniente coronel don José Manrique, y la esposa del gobernador, doña Inez Tellez. La hermana de Ortiz, Ana María, se casó con el teniente coronel José Antonio Vizcarra, quien fue gobernador de Nuevo México entre 1822 y 1823.
A los 18 años Ramón Ortiz se trasladó a Durango para estudiar teología con el obispo José Antonio Laureano de Zubiría. Fue nombrado párroco de Nuestra Señora de Guadalupe en El Paso del Norte (hoy Ciudad Juárez) en 1836, donde tenía una casa espaciosa rodeada de huertas y viñedos. Era conocido por su hospitalidad con los visitantes. Entre ellos se encontraban los norteños, según lo registrado por Susan Shelby Magoffin.

## Conflicto con los Estados Unidos
En 1841, un grupo de soldados y comerciantes de la República de Texas lanzaron la Expedición Texana Santa Fe, avanzando a través de Nuevo México hacia Santa Fe. Antes de llegar a Santa Fe, la expedición fue derrotada por tropas mexicanas y los supervivientes fueron capturados y marchados hacia la Ciudad de México. Cuando los prisioneros texanos pasaron por El Paso, maltratados por sus captores y agotados por los rigores de la travesía por el desierto, el Padre Ortiz les dio de comer y beber y los ayudó a recuperarse. Era, sin embargo, un nacionalista feroz y aprovechó el púlpito para comunicar su hostilidad hacia el expansionismo estadounidense.
Cuando estalló la guerra entre México y Estados Unidos en la primavera de 1846, Ortiz ayudó a organizar la resistencia armada. Fue capturado en la Batalla de El Brazito el 25 de diciembre de 1846. El coronel Alexander William Doniphan lo llevó como rehén en su avance hacia la ciudad de Chihuahua, mientras le permitía desempeñar sus deberes sacerdotales ante los católicos entre las tropas estadounidenses. Ortiz fue testigo de la Batalla de Sacramento y de la derrota de Chihuahua. Después de atender a las bajas, se le concedió la libertad.  Ortiz tenía amigos poderosos y después de la guerra abandonó temporalmente la iglesia para postularse para el Congreso, ganando un escaño en la Ciudad de México. El 13 de mayo de 1848 votó en contra de la ratificación del Tratado de Guadalupe Hidalgo, que había sido concertado el 2 de febrero de 1848 entre México y Estados Unidos. Estaba en minoría y se aprobó la moción para ratificar el tratado.
Cuando estalló la guerra entre México y Estados Unidos en la primavera de 1846, Ortiz ayudó a organizar la resistencia armada. Fue capturado en la Batalla de El Brazito el 25 de diciembre de 1846. El coronel Alexander William Doniphan lo llevó como rehén en su avance hacia la ciudad de Chihuahua, mientras le permitía desempeñar sus deberes sacerdotales ante los católicos entre las tropas estadounidenses. Ortiz fue testigo de la Batalla del Río Sacramento y de la derrota de Chihuahua. Después de atender a las bajas, se le concedió la libertad. Ortiz tenía amigos poderosos y después de la guerra abandonó temporalmente la iglesia para postularse para el Congreso, ganando un escaño en la Ciudad de México. El 13 de mayo de 1848 votó en contra de la ratificación del Tratado de Guadalupe Hidalgo, que había sido concertado el 2 de febrero de 1848 entre México y Estados Unidos. Estaba en minoría y se aprobó la moción para ratificar el tratado. 

## Comisión de repatriación
Ortiz fue nombrado comisionado para la repatriación de familias mexicanas de Nuevo México después de la guerra, y partió hacia el norte en septiembre de 1848. El mal tiempo lo retuvo en El Paso del Norte y comenzó a reclutar activamente inmigrantes mientras estaba allí, encontrando a muchas personas en la región fronteriza deseosas de recibir ayuda para trasladarse al estado de Chihuahua. La mayoría de las personas que buscaban repatriación pertenecían a las clases más pobres, o no tenían tierras o esperaban que les quitaran las que tenían. Tenían miedo de que Estados Unidos los tratara como esclavos. Más inmediatamente, la combinación de guerra y mal tiempo los había dejado en una situación económica desesperada.
En abril de 1849, el padre Ortiz llegó a Santa Fe, donde fue recibido por el gobernador John M. Washington y el secretario territorial Donaciano Vigil, quienes pensaron que era poco probable que tuviera éxito e incluso se ofrecieron a proporcionar transporte a los mexicanos que buscaban repatriación. Su estado de ánimo cambió rápidamente cuando sólo los habitantes de San Miguel del Vado presentaron 900 solicitudes de asistencia de repatriación.  Vigil, respaldado por el ejército estadounidense, dijo que Ortiz no podía realizar el reclutamiento en persona ya que su presencia perturbaría la paz. Luego, Ortiz nombró agentes para reclutar familias de Nuevo México, y tuvieron un éxito considerable. En respuesta, Vigil tomó más medidas enérgicas contra el reclutamiento. La posición de Estados Unidos era que el tratado de Guadalupe Hidalgo no cubría la repatriación y, por tanto, la actividad de Ortiz era ilegal.

## Carrera posterior
A mediados de 1849 Ortiz se vio obligado a regresar de Estados Unidos a Chihuahua, donde el gobernador, general Ángel Trías, le otorgó facultades para "anunciar y dar posesión de los terrenos necesarios para formar nuevos pueblos". El gobierno mexicano presentó una protesta oficial a los Estados Unidos por la forma en que Ortiz había sido acosado. Casi 4.000 personas de Nuevo México finalmente decidieron trasladarse al sur. Los principales pueblos de Chihuahua construidos por repatriados de Nuevo México fueron Guadalupe (1849), La Mesilla (1850), Refugio de los Amoles (1852) y San Tómas de Iturbide (1853).  Sin embargo, las promesas del gobierno mexicano de ayudar a los repatriados con suministros de semillas no se cumplieron. Algunos de los colonos retornaron a Estados Unidos. Los colonos repatriados en el valle de Mesilla, incluidos La Mesilla, Refugio de los Amoles (ahora Vado) y San Tómas de Iturbide (ahora Berino), se vieron trasladados de regreso a los Estados Unidos involuntariamente en 1854 como resultado de la Compra de Gadsden.
En Texas y California, muchas familias mexicanas habían sido atacadas y expulsadas de Estados Unidos. Por el contrario, el gobierno militar de Nuevo México no quería que el estado se despoblara. Dado que el gobierno mexicano no proporcionó los incentivos prometidos a los repatriados, como había instado el padre Ortiz, la mayoría de los residentes de Nuevo México optaron por permanecer en los Estados Unidos. El Tratado de Guadalupe Hidalgo daba garantías de que podrían conservar sus propiedades si decidían quedarse.  Podrían elegir formalmente la ciudadanía mexicana o, por defecto, convertirse en ciudadanos estadounidenses después de un año. Algunos, como Miguel Antonio Otero y Donaciano Vigil, se hicieron ricos y prominentes en la política de Estados Unidos. 
En 1853 Ortiz fue objeto de una investigación por parte del Ministerio de Relaciones Exteriores sobre sus actividades como comisionado de repatriación en la que se le acusó de malversar los fondos asignados a las nuevas colonias. El principal denunciante fue el último gobernador (en funciones) de Nuevo México, Juan Bautista Vigil y Alarid. Ortiz fue reemplazado por la destacada política local Guadalupe Miranda. Desilusionado de la política, Ortiz regresó a sus deberes parroquiales en El Paso del Norte. Murió allí de cáncer el 11 de marzo de 1896 y fue enterrado tras un funeral al que asistieron miles de personas.

## Otras lecturas
- Datos: Q7290540